# La colombe (ópera)
La colombe (título original en francés; en español, La paloma) es una ópera en dos actos con música de Charles Gounod y libreto en francés de Jules Barbier y Michel Carré, basado en la fábula de La Fontaine El halcón y el capón (Le Faucon et le Chapon). La ópera se estrenó en el teatro municipal de Baden Baden (Theater Baden-Baden) el 6 de agosto de 1860.
En las estadísticas de Operabase aparece con sólo una representación en el período 2005-2010.